# Lucio Calpurnio Bestia (tribuno de la plebe)
Lucio Calpurnio Bestia (en latín, Lucius Calpurnius Bestia) fue uno de los conspiradores catilinarios, posiblemente nieto del cónsul Lucio Calpurnio Bestia.
Fue elegido tribuno de la plebe en el año 63 a. C. Se había arreglado que, después de empezar a desempeñar el cargo, acusaría públicamente a Cicerón de responsabilidad en la guerra pendiente. Esta sería la señal para que estallase la revolución. La conspiración, sin embargo, fue aplastada y Bestia tuvo que conformarse con lanzar un violento ataque sobre el cónsul al terminar su mandato.
Este Bestia probablemente no sea el edil Lucio Calpurnio Bestia que fue candidato a la pretura en el año 57. Fue acusado de soborno electoral y, a pesar de la defensa de Cicerón, resultó condenado. En el año 43 a. C. se vinculó al partido de Marco Antonio, aparentemente con la esperanza de obtener el consulado.

## En la ficción
En la literatura moderna, aparece como un personbaje secundario en dos de las obras de misterio de la serie SPQR, escritas por John Maddox Roberts; The Catiline Conspiracy y Saturnalia.